# Lac Châtelain
Lac Châtelain är en sjö i Kanada.   Den ligger i regionen Nord-du-Québec i provinsen Québec, i den östra delen av landet, 1 700 km norr om huvudstaden Ottawa. Lac Châtelain ligger 210 meter över havet. Arean är 113 kvadratkilometer. 
Trakten runt Lac Châtelain är nära nog obefolkad, med mindre än två invånare per kvadratkilometer.